# Veles (Gott)
Veles oder Volos ist einer der Hauptgötter in der slawischen Mythologie. Er ist ursprünglich ein Gott der Fruchtbarkeit und der Magie, Beschützer des Viehs und der Ernte und Herrscher über das Totenreich. Von dieser Grundfunktion leitet sich seine Zuständigkeit für den wirtschaftlichen Bereich, das Bewahren des Reichtums und das Sicherstellen der Rechtsordnung ab.
Als Gott der Erde ist Veles der Gegenpol zum Donnergott Perun, was dem Gegensatz zwischen dem indischen Indra und dem Dämon Vala entspricht und auf ein hohes Alter dieses Kultes hinweist. Veles wird als gehörnte Schlange mit einem langen Bart dargestellt.

Veles-Zeichen, derzeit beliebt bei Neu-Heiden

Veles wird vor allem in russischen Quellen genannt und trägt dort den Beinamen skotij bog ‚Gott des Viehs‘. Aus den übrigen Gebieten sind nur Andeutungen in Orts- und Personennamen, Sprichwörtern und Liedern überliefert. Mit ihm sind südrussische Erntebräuche verknüpft, in denen die ersten oder letzten Getreidegarben den Göttern, Naturdämonen oder Heiligen geopfert wurden. Die Benennung der Plejaden bei den Ost- und Südslawen als Volosyni (russisch), Vlascite (bulgarisch) oder Vlašići (serbisch und kroatisch) wird ebenfalls mit Veles in Verbindung gebracht. Sein Name erscheint noch in den mittelalterlichen russischen Heldenliedern, den Bylinen. Der hellsehende Sänger Bojan tritt darin als sein Enkel auf.
Im 10. Jahrhundert wurde Veles als Gott der Rechtsordnung neben Perun auch beim Abschluss der russischen Verträge mit dem byzantinischen Reich angerufen. Idole der Gottheit erwähnen die Legenden des Heiligen Wladimir und des Hl. Avraam Rostovskij: Fürst Wladimir I. ließ nach seiner Taufe eine Statue des Veles in den Fluss werfen, Avraam vernichtete ein Steinidol in Rostow.
Nach der Christianisierung wurde Veles zum Teufel umgedeutet, sein Name taucht in dieser Funktion in Sprichwörtern auf. Die Rolle des Viehbeschützers übernahm, vermutlich aufgrund der Namensähnlichkeit, der Heilige Blasius.
Seit 2015 ist er Namensgeber für den Berg Veles Bastion auf der Brabant-Insel in der Antarktis.